# 九州の有価証券報告書提出会社一覧
九州の有価証券報告書提出会社一覧（きゅうしゅうのゆうかしょうけんほうこくしょていしゅつがいしゃいちらん）は、九州財務局に有価証券報告書を提出している企業の一覧である。
上場している企業については記述しない。Eではじまるコードは、EDINETコードである。

## 熊本県
- 九州産業交通ホールディングス - E04186、熊本市、決算月：9月
- 熊本ホテルキャッスル - E04551、熊本市、決算月：3月
- 菊陽緑化興産 - E04675、菊池郡菊陽町、決算月：8月

## 大分県
- 大分交通 - E04164、大分市、決算月：3月
- フォレストホールディングス - E21219、大分市、決算月：3月

## 宮崎県
- ソラシドエア - E04280、宮崎市、決算月：3月
- 宮崎瓦斯 - E04526、宮崎市、決算月：3月
- 宮崎ゴルフ - E04615、宮崎市、決算月：12月
- 美々津観光開発 - E04661、日向市、決算月：3月

## 鹿児島県
- 鹿児島県プロパンガス会館 - E03932、鹿児島市、決算月：3月
- 南国交通 - E04165、鹿児島市、決算月：9月
- 日本瓦斯 - E04524、鹿児島市、決算月：3月
- 南国産業開発 - E04655、鹿児島市、決算月：3月
- 出水ゴルフクラブ - E04679、出水市、決算月：3月